# 커푸바르구

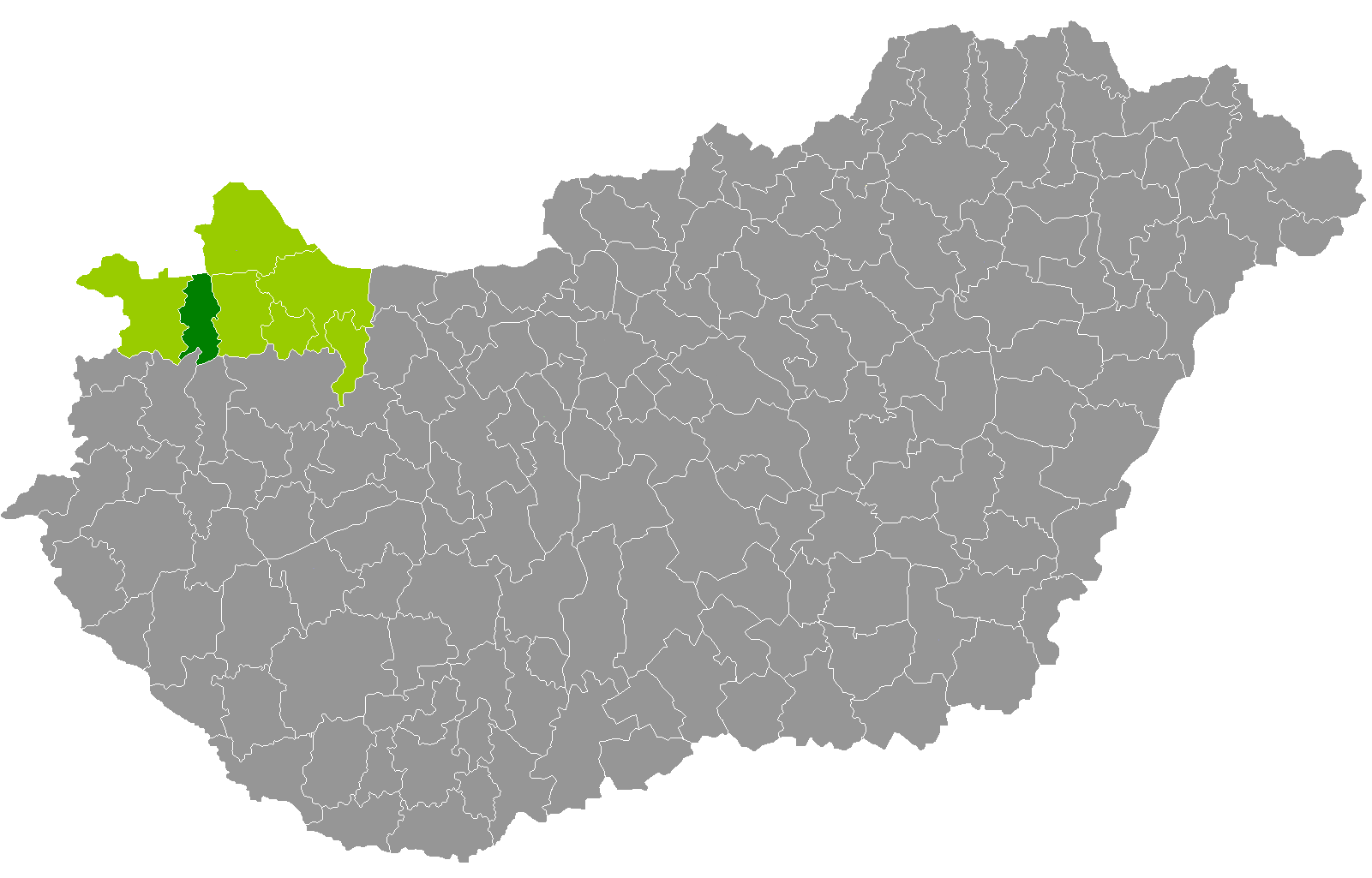
죄르모숀쇼프론주 지도에 표시된 커푸바르구의 위치

커푸바르구(헝가리어: Kapuvári járás)는 헝가리 죄르모숀쇼프론주에 위치한 구로 구청 소재지는 커푸바르이며 면적은 372.14km2, 인구는 23,778명(2011년 기준), 인구 밀도는 64명/km2이다.
동쪽으로는 모숀머저로바르구, 초르너구, 남쪽으로는 버시주 첼되묄크구, 샤르바르구, 서쪽으로는 쇼프론구와 접하며 북쪽으로는 오스트리아와 국경을 접한다. 19개 지방 자치체(2개 시, 17개 마을)를 관할한다.

구 문장